# Unione Italiana di Termofluidodinamica
L'Unione Italiana di Termofluidodinamica (acronimo UIT) è una associazione scientifica senza scopo di lucro, costituita da persone o enti che si interessano di ricerche ed applicazioni tecnologiche nel settore della termofluidodinamica; obiettivo principale dell'associazione è la promozione della ricerca scientifica e tecnologica in tale settore.

## Storia
Tra il 1982 ed il 1983 un gruppo di docenti universitari, su iniziativa del Prof. Enrico Lorenzini, diede vita ad una associazione dedicata a studi avanzati dei fondamenti e delle applicazioni della trasmissione del calore. L'associazione, inizialmente denominata ATA - Associazione Termotecnica Avanzata - tenne il suo primo congresso a Trieste nel giugno 1983. Il nome fu poi modificato in Unione Italiana di Termofluidodinamica ed il congresso successivo, a Bologna nel 1984, fu il primo sotto il nome UIT. 
L'UIT fu costituita formalmente il 1º dicembre 1984 a Bologna; i Soci Fondatori furono Gaetano Alfano, Vittorio Betta, Maurizio Cumo, Giovanni De Comelli, Giovanni Del Tin, Sergio Faggiani, Enrico Lorenzini, Elio Oliveri, Claudio Pisoni, Sandro Salvigni e Giorgio Sotgia. Il primo Presidente fu Enrico Lorenzini. 

## Organi
Gli organi previsti dallo statuto dell'UIT sono l'Assemblea dei Soci, il Comitato Direttivo, il Presidente, i Revisori dei conti, il Collegio dei Probiviri e il Segretario. L'Assemblea dei Soci si riunisce almeno una volta l'anno, normalmente durante il congresso annuale. Il Comitato Direttivo, costituito da 7 soci eletti dall'Assemblea, elegge uno dei suoi membri come Presidente e, su proposta del Presidente stesso, nomina Vice-Presidente e Segretario. Il Comitato Direttivo dura in carica 3 anni ed i suoi membri sono rieleggibili senza limitazioni; Presidente, Vice-Presidente e Segretario non possono svolgere più di 2 mandati consecutivi. Il Collegio dei Revisori dei conti, sempre eletto dall'Assemblea, è costituito da 3 membri che durano in carica 3 anni e sono rieleggibili.

## Soci Onorari e Benemeriti
A norma dell'Art. 4 dello Statuto, sono Soci Onorari le persone eminenti nel settore della termofluidodinamica alle quali l'associazione rende un particolare omaggio. La nomina a socio onorario deve essere approvata dal Comitato Direttivo su iniziativa propria o su proposta di almeno 1/3 dei soci e deve essere ratificata dall'Assemblea. I Soci Onorari dell'UIT sono: Arthur E. Bergles, Michael W. Collins, Marino Di Marzo, Frank P. Incropera, Antonio C.M. Sousa.
Sono Soci Benemeriti i Soci Fondatori e quei soci che, su proposta di almeno cinque soci, sono proclamati tali dall'Assemblea per il rilevante apporto dato allo sviluppo dell'Unione. Sono Soci Benemeriti dell'UIT: Maurizio Cumo, Giovanni del Tin, Sergio Faggiani, Enrico Lorenzini, Elio Oliveri, Claudio Pisoni, Sandro Salvigni, Giorgio Sotgia, a cui si sono aggiunti Gian Piero Celata (2013), Vincenzo Naso (2023) e Giovanni Sebastiano Barozzi (2024).

## Attività
L'UIT favorisce il progresso della conoscenza nel settore della termofluidodinamica attraverso l'organizzazione di congressi, seminari e scuole, la pubblicazione di materiale scientifico e l'assegnazione di premi.

### Congressi e Seminari
L'organizzazione del congresso di trasmissione del calore è una delle principali attività dell'UIT. Il congresso ha cadenza annuale, generalmente nella seconda metà di giugno, e si svolge ogni anno in una diversa sede universitaria.
Oltre a collaborare con altre istituzioni nell'organizzazione di congressi nel settore, l'UIT organizza seminari su argomenti specifici, spesso rivolti anche a non specialisti. Esempi di temi trattati sono gli sviluppi recenti dei refrigeranti e gli heat pipes.

### Scuola Estiva di Termofluidodinamica
A partire dal 1997, l'UIT ha organizzato la Scuola Estiva di Termofluidodinamica, con cadenza biennale dal 1997 al 2005 e poi annuale dal 2006 al 2018. A causa delle difficoltà legate alla pandemia da Covid-19,  la cadenza è ritornata biennale dal 2022. La Scuola è indirizzata principalmente a studenti di Dottorato e a post-doc, ha carattere residenziale e dura una settimana. I docenti sono esperti del settore italiani e stranieri. Tutte le Scuole Estive UIT si sono svolte presso la Certosa di Pontignano, vicino Siena. Esempi di temi trattati nelle Scuole recenti sono lo studio teorico e sperimentale della turbolenza, le tecniche sperimentali in trasmissione del calore ed i flussi multifase. 

### Pubblicazioni
Sin dal 1983, l'UIT ha pubblicato gli Atti dei suoi congressi annuali. A partire dal congresso del 2013, una ampia selezione dei contributi presentati è pubblicata online open access sulla rivista Journal of Physics: Conference Series dell'IOP Publishing.
Il Bollettino UIT, inviato a tutti i Soci, fu pubblicato fra il 1994 (novembre, il "numero 0") ed il 2010 (aprile) con periodicità variabile. Direttore Responsabile del Bollettino era Gian Piero Celata. 

### Premi
I premi UIT, assegnati da apposite commissioni nominate dall'Assemblea dei Soci, consistono in una targa, una somma di denaro e l'iscrizione all'UIT per un anno. Sono tradizionalmente consegnati durante la cerimonia di apertura del congresso annuale di trasmissione del calore.

#### Premio UIT per la miglior tesi di laurea magistrale nel settore della termofluidodinamica
Dal 1996, con cadenza annuale, l'UIT conferisce questo premio riservato a tesi magistrali discusse presso una università italiana nell'anno precedente. 

#### Premio UIT per la miglior tesi di dottorato di ricerca nel settore della termofluidodinamica
Dal 2001, con cadenza biennale, l'UIT conferisce questo premio riservato a tesi di dottorato discusse presso una università italiana nel biennio precedente.

## Relazioni internazionali
L'UIT è collegata e collabora con le maggiori organizzazioni internazionali del settore, in particolare:
- EUROTHERM, European Committe for the Advancement of Thermal Sciences and Heat Transfer
- IMechE, Institution of Mechanical Engineers
- ASME, American Society of Mechanical Engineers
- ASTFE, American Society of Thermal and Fluids Engineers
- ICHMT, International Centre for Heat and Mass Transfer
- JSMF, Japanese Society for Multiphase Flow.

## Lista dei Presidenti
| Nome              | Affiliazione                       | Dal  | Al   |
| ----------------- | ---------------------------------- | ---- | ---- |
| Enrico Lorenzini  | Università di Bologna              | 1983 | 1989 |
| Sergio Faggiani   | Università di Pisa                 | 1990 | 1998 |
| Claudio Pisoni    | Università di Genova               | 1999 | 2004 |
| Gian Piero Celata | ENEA                               | 2005 | 2010 |
| Vincenzo Naso     | Università di Napoli "Federico II" | 2011 | 2016 |
| Alfonso Niro      | Politecnico di Milano              | 2017 | 2022 |
| Sara Rainieri     | Università di Parma                | 2023 | 2025 |